# Municipio de Cottage Grove
El municipio de Cottage Grove (en inglés: Cottage Grove Township) es un municipio ubicado en el condado de Allen en el estado estadounidense de Kansas. En el año 2010 tenía una población de 246 habitantes y una densidad poblacional de 2,55 personas por km².

## Geografía
El municipio de Cottage Grove se encuentra ubicado en las coordenadas 37°45′17″N 95°21′6″O / 37.75472, -95.35167. Según la Oficina del Censo de los Estados Unidos, el municipio tiene una superficie total de 96.5 km², de la cual 95,58 km² corresponden a tierra firme y (0,96 %) 0,93 km² es agua.

## Demografía
Según el censo de 2010, había 246 personas residiendo en el municipio de Cottage Grove. La densidad de población era de 2,55 hab./km². De los 246 habitantes, el municipio de Cottage Grove estaba compuesto por el 97,15 % blancos, el 0,41 % eran afroamericanos, el 0,41 % eran amerindios, el 0,81 % eran de otras razas y el 1,22 % eran de una mezcla de razas. Del total de la población el 2,85 % eran hispanos o latinos de cualquier raza.